# 2000 у Миколаєві
| Роки в Миколаєві ← • 1901 • 1902 • 1903 • 1904 • 1905 • 1906 • 1907 • 1908 • 1909 • 1910 • 1911 • 1912 • 1913 • 1914 • 1915 • 1916 • 1917 • 1918 • 1919 • 1920 • 1921 • 1922 • 1923 • 1924 • 1925 • 1926 • 1927 • 1928 • 1929 • 1930 • 1931 • 1932 • 1933 • 1934 • 1935 • 1936 • 1937 • 1938 • 1939 • 1940 • 1941 • 1942 • 1943 • 1944 • 1945 • 1946 • 1947 • 1948 • 1949 • 1950 • 1951 • 1952 • 1953 • 1954 • 1955 • 1956 • 1957 • 1958 • 1959 • 1960 • 1961 • 1962 • 1963 • 1964 • 1965 • 1966 • 1967 • 1968 • 1969 • 1970 • 1971 • 1972 • 1973 • 1974 • 1975 • 1976 • 1977 • 1978 • 1979 • 1980 • 1981 • 1982 • 1983 • 1984 • 1985 • 1986 • 1987 • 1988 • 1989 • 1990 • 1991 • 1992 • 1993 • 1994 • 1995 • 1996 • 1997 • 1998 • 1999 • 2000 • → |

2000 у Миколаєві — список важливих подій, що відбулись у 2000 році в Миколаєві. Також подано перелік відомих осіб, пов'язаних з містом, що народились або померли цього року, отримали почесні звання від міста.

## Події
У червні Володимир Чайка взяв участь у дострокових виборах міського голови Миколаєва, викликаних смертю міського голови Анатолія Олійника в лютому. Чайка був висунутий постійними опонентами Олійника в міськраді — депутатською групою «Моє місто» (рос. Мой город). При явці 23 % він переміг, отримавши 56,4 %. Після цього обирався на цю посаду ще три рази поспіль і залишався на ній до своєї смерті 2 березня 2013 року; за тривалістю заняття посади — «мер-рекордсмен».

## Особи

### Почесні громадяни
- У 2000 році звання Почесного громадянина Миколаєва не присвоювалось.

### Городянин рокуі «Людина року»
- Берегуля Валентин Олександрович — номінація «Фінанси і банківська справа».
- Бережний Сергій Васильович — номінація «Середня школа».
- Дюмін Анатолій Григорович — номінація «Підприємництво».
- Кондратьєв Михайло Іванович — номінація «Благодійність — середні, малі і приватні підприємства».
- Митрофанов Олександр Олександрович — номінація «Засоби масової інформації».
- Росляков Сергій Миколайович — номінація «Культура».
- Снісаренко Світлана Павлівна — номінація «Охорона здоров'я».
- Столяр Михайло Борисович — номінація «Промисловість».
- Троянов Микола Олексійович — номінація «Мистецтво».
- Цигульова Оксана Миколаївна — номінація «Фізкультура і спорт».
- Цукерман Едуард Семенович — номінація «Благодійність — великі підприємства».
- Номінація «Людина року» — Холявко Володимир Андрійович.

### Народились
- Березянський Павло Андрійович (нар. 22 серпня 2000) — український футболіст, захисник «Миколаєва».
- Порох Богдан Валентинович (нар. 5 серпня 2000, м. Павлоград, Дніпропетровська область) — український футболіст, захисник, провів 40 матчів у складі муніципального футбольного клубу «Миколаїв» та 35 ігор у складі «Миколаїв-2».

### Померли
- Титов Герман Степанович (11 вересня 1935, Верхнє Жиліно, Алтайський край — 20 вересня 2000, Москва) — радянський космонавт, перша людина, що здійснила тривалий космічний політ (понад добу), друга радянська людина у космосі, наймолодший космонавт в історії, Герой Радянського Союзу (9 серпня 1961 р., медаль № 11158). Дублер Юрія Гагаріна під час польоту космічного корабля «Восток-1», Почесний громадянин міста Миколаєва.
- Царинний Іван Михайлович (10 лютого 1952, Яготин, Київська область — 23 березня 2000, Яготин) — український поет. Член Спілки письменників України з 1979 року, керував обласною молодіжною літературною студією «Джерела», був активістом Миколаївської крайової організації Народного Руху України, Товариства української мови ім. Тараса Шевченка (Товариство «Просвіта» ім. Т. Г. Шевченка), брав активну участь у становленні неформальної преси Миколаєва, з 1989 по 1992 рр. працював головним редактором першої в Миколаєві незалежної газети «Чорноморія» (виходила з грудня 1989 по травень 1993 рр.).
- Бойчук Вадим Олександрович (7 січня 1931, місто Миколаїв — 18 жовтня 2000, село Чукалівка Тисменицького району Івано-Франківської області) — український радянський і компартійний діяч, голова Івано-Франківського облвиконкому. Депутат Верховної Ради УРСР 10—11-го скликань.
- Гетьманський Михайло Володимирович (15 лютого 1924, Луганськ — 11 серпня 2000, Миколаїв) — радянський військовик, в роки Другої світової війни — навідник міномета 1038-го артилерійського полку 295-ї стрілецької дивізії 5-ї ударної армії, молодший сержант[5], повний кавалер ордена Слави.
- Сатаєв Євген Олександрович (23 липня 1944, Запоріжжя, УРСР — 2000, Запоріжжя, Україна) — радянський футболіст, нападник. Майстер спорту СРСР. Провів 123 матчі і забив 48 голів у складі «Суднобудівника», у складі миколаївської команди ставав бронзовим (1973) і срібним (1971) призером чемпіонату УРСР.
- Керанчук Леонід Кирилович (10 серпня 1931, Зятківці — 7 березня 2000, Миколаїв) — український будівельник. Лауреат Державної премії УРСР імені Т. Г. Шевченка (за 1981 рік) за створення Музею суднобудування і флоту в Миколаєві. Під його керівництвом комплексна бригада виконала роботи з реконструкції пам'ятки XVIII століття — будинку головного командира Чорноморського флоту і портів, здійснила унікальні реставраційні і будівельні роботи, ліплення, відновлення усіх історичних архітектурних елементів.
- Тимош Лідія Петрівна (нар. 12 грудня 1918, Миколаїв — пом. 17 травня 2000, Москва) — українська актриса, народна артистка УРСР.
- Олійник Анатолій Олексійович (1942, Бахмут, Українська РСР — 26 лютого 2000) — міський голова Миколаєва з квітня 1998 року по лютий 2000 року.